# Gegantona Crespinella
La Gegantona Crespinella s'allunya del model més habitual de figura de la imatgeria festiva barcelonina: té cos de dona, però el cap és una torre de la Sagrada Família que Antoni Gaudí va batejar amb aquest mateix nom. Tant al cap com al vestit hi ha dibuixat el trencadís representatiu de l'obra del mestre.
La gegantona Crespinella pertany a la Coordinadora de Geganters de Barcelona i és obra de l'imatger cardoní Toni Mujal, que l'enllestí el 2002. És la filla dels gegants reis de la Pedrera. La hi encarregaren amb motiu de l'Any Gaudí, cosa que explica les referències a l'arquitectura gaudiniana que presenta la figura.
La Crespinella s'estrenà el mes de setembre del 2002, per les festes de la Mercè, on no ha faltat mai més d'aleshores ençà. També es deixa veure per Santa Eulàlia, quan fa d'amfitriona de la Trobada de Gegants d'Escola de Catalunya i de la Ballada de Gegantons —juntament amb la gegantona Laia—, a més d'algunes cercaviles i trobades esporàdiques, tant a la ciutat com a fora.
L'any 2010, precisament dins la III Ballada de Gegantons de Catalunya, la figura estrenà nova indumentària, de més estil i qualitat que l'anterior, feta al taller del mateix constructor, Toni Mujal.